# Ruandabahn
Die Ruandabahn war ein Eisenbahnprojekt, das die zentrale Eisenbahnlinie der Kolonie Deutsch-Ostafrika, die Tanganjikabahn, mit dem Nordwesten der Kolonie, dem heutigen Ruanda, verbinden sollte.
Die Ruandabahn sollte die Tanganjikabahn in Tabora verlassen und über 481 km bis zum Kagera-Nil führen, der wiederum schiffbar war und der Bahn so Verkehr zuführen sollte. Sie sollte die Wasserscheide zwischen Tanganjika- und Viktoriasee auf einer Höhe von 1550 m überschreiten und hätte in erheblichem Umfang Kunstbauten erfordert.
Als Alternative zu diesem Bahnbau wurde auch die Verlängerung der Usambarabahn nach Westen, über Aruscha hinaus zum Ufer des Viktoriasees, erwogen, von wo der Verkehr mit Ruanda dann auf dem Schiffsweg erfolgt wäre. Die Wirtschaftlichkeitsberechnungen und militärische Überlegungen sprachen aber eindeutig für die Ruandabahn. Das beruhte sowohl auf deren besserer Erschließungsfunktion als auch auf der günstigeren Topografie des zu durchquerenden Geländes.
Der Bahnbau wurde mit ca. 47 Mio. Mark veranschlagt. Die Kosten sollten dadurch finanziert werden, dass die durch sie ermöglichte bessere Verkehrserschließung der deutschen Verwaltung die Erhebung von Steuern ermöglicht hätte. Die Bahn hätte sich aus staatlicher Sicht selbst finanziert. Hinzu trat die Erwartung eines erheblichen Exportpotentials aus der damals gut entwickelten Landwirtschaft von Ruanda und Urundi (heute: Burundi). Das Geld für den Beginn des Bahnbaus war durch einen außerordentlichen Haushalt 1914 in Höhe von 17 Mio. Mark bewilligt.
Die Vorarbeiten für den Bahnbau hatten 1913 begonnen. Eine Bauzeit von drei bis vier Jahren wurde erwartet. Der Oberbau war bei Ausbruch des Ersten Weltkrieges auf einer Länge von 66 Kilometern von Tabora aus fertiggestellt. Der Krieg brachte das Projekt zum Erliegen, doch noch bis 1916 wurden Vermessungsarbeiten für die Bahn weitergeführt und aus kriegswirtschaftlichen Gründen wurden im Krieg 40 Kilometer der Strecke von Tabora aus in Richtung Norden fertiggestellt. Aus Mangel an Schienen konnte der Bau nicht weitergeführt werden, aber die gebaute Strecke verkürzte die Tagesmärsche der Trägerkolonnen auf der Straße Tabora-Muansa um zwei Tage. Die Belgier, als neue Kolonialmacht nach dem Ersten Weltkrieg, demontierten die Gleise wieder.
Nach dem Krieg wurde Deutsch-Ostafrika geteilt: Für den größten Teil, Tanganjika, erhielt Großbritannien ein Mandat des Völkerbundes. Ruanda und Urundi fielen an Belgien. Die britische Mandatsverwaltung hatte so kein Interesse mehr an einer Anbindung von Ruanda und Urundi. Ihr Interesse richtete sich viel mehr auf Warenströme in Richtung der eigenen Kolonien. Sie ergänzte deshalb die Tanganjikabahn um eine Stichstrecke von Tabora nach Mwanza (379 km) zum Südufer des Viktoriasees.